# 昂德洛條約

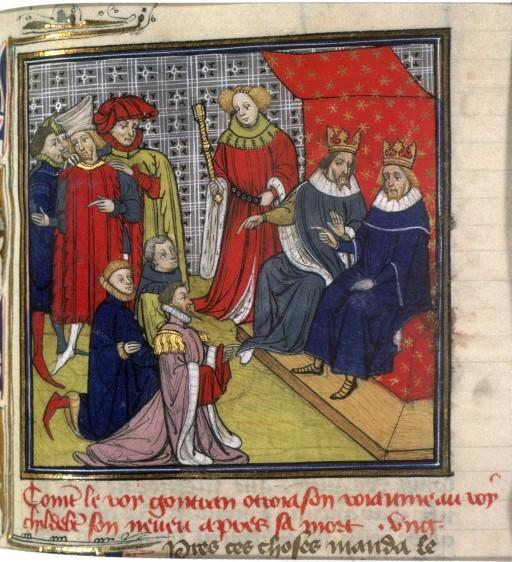
貢特朗與希爾德貝爾特二世

昂德洛條約（又稱為昂德洛協定）是587年勃艮第國王貢特朗與奧斯特拉西亞女王布倫希爾德在昂德洛-布朗什维尔簽署的條約。根據條約，布倫希爾德同意貢特朗接受她的兒子希爾德貝爾特二世作為貢特朗的繼承者，並讓貢特朗與希爾德貝爾特結盟對付判亂。希爾德貝爾特的父親西吉貝爾特一世是貢特朗的兄弟。根據都爾的額我略在他的《法蘭克民族史》記載，希爾德貝爾特十三歲時從梅斯去到索恩會見貢特朗，聲稱之前的承諾--尤其因為桑利斯分列--經已違反。從額我略看來，該條約明顯地導致貢特朗將圖爾割讓給希爾德貝爾特。額我略在他的史書中有記載該條約文本。

## 伸延閱讀
- 13世紀以前條約列表

## 資料來源
- History of the Franks: Books I-X. （页面存档备份，存于） 都爾的額我略，翻譯 Ernest Brehaut (1916).（英文）